# Auxelles-Haut
Auxelles-Haut (deutsch früher Oberassel) ist eine französische Gemeinde im Département Territoire de Belfort in der Region Bourgogne-Franche-Comté.

## Geographie
Auxelles-Haut liegt auf 552 m Meereshöhe, etwa 14 Kilometer nordnordwestlich der Stadt Belfort (Luftlinie). Das Dorf erstreckt sich in den Südvogesen, an erhöhter Lage beidseits des Baches Rhôme, am Rand des Beckens von Giromagny und am Südfuß der Planche des Belles Filles. Es liegt im Regionalen Naturpark Ballons des Vosges. Auxelles-Haut ist die westlichste Gemeinde des Départements Territoire de Belfort.
Die Fläche des 6,48 km² großen Gemeindegebiets umfasst einen Abschnitt im Bereich der Südvogesen. Das stark reliefierte und überwiegend bewaldete Areal liegt im Quellgebiet des Rhôme. Dieser sorgt für die Entwässerung nach Süden zur Savoureuse. Nördlich des Dorfes reicht der Gemeindeboden in das schmale Tal mit der Quelle des Rhôme hinein. Das Tal wird von steilen, dicht bewaldeten Hängen umgeben. Meist verläuft die Gemeindegrenze auf den umliegenden Bergketten: im Westen der Mont Ménard (927 m), im Norden die Planche des Belles Filles (auf der mit 1140 m die höchste Erhebung von Auxelles-Haut erreicht wird) und im Osten der Mont Ordon-Verrier (967 m). Diese Bergketten bilden südliche Ausläufer des Ballon d'Alsace.
Nachbargemeinden von Auxelles-Haut sind Lepuix im Norden, Giromagny im Osten, Auxelles-Bas im Süden sowie Plancher-Bas und Plancher-les-Mines im Westen.

## Geschichte
Erstmals urkundlich erwähnt wird Auxelles im 14. Jahrhundert. Das Dorf entstand durch Zuwanderung von Bergmännern aus Sachsen und Tirol, die hier die Blei- und Silbervorkommen abbauten. Zunächst im Einflussbereich der Grafen von Montbéliard stehend, gelangte das Dorf Mitte des 14. Jahrhunderts unter die Oberhoheit der Habsburger. Seit 1569 wird zwischen den beiden Gemeinden Auxelles-Haut und Auxelles-Bas unterschieden. Zusammen mit dem Sundgau kam Auxelles-Haut mit dem Westfälischen Frieden 1648 an die französische Krone. Gegen Ende des 18. Jahrhunderts wurde die Ausbeutung der Minen eingestellt. Seit 1793 gehörte Auxelles-Haut zum Département Haut-Rhin, verblieb jedoch 1871 als Teil des Territoire de Belfort im Gegensatz zum restlichen Elsass bei Frankreich. Heute ist Auxelles-Haut Mitglied des Gemeindeverbandes Vosges du Sud.

## Sehenswürdigkeiten
Die Mariahilf-Kirche (Église Notre-Dame-Auxiliatrice) wurde ab 1841 erbaut.

Mariahilf-Kirche in Auxelles-Haut
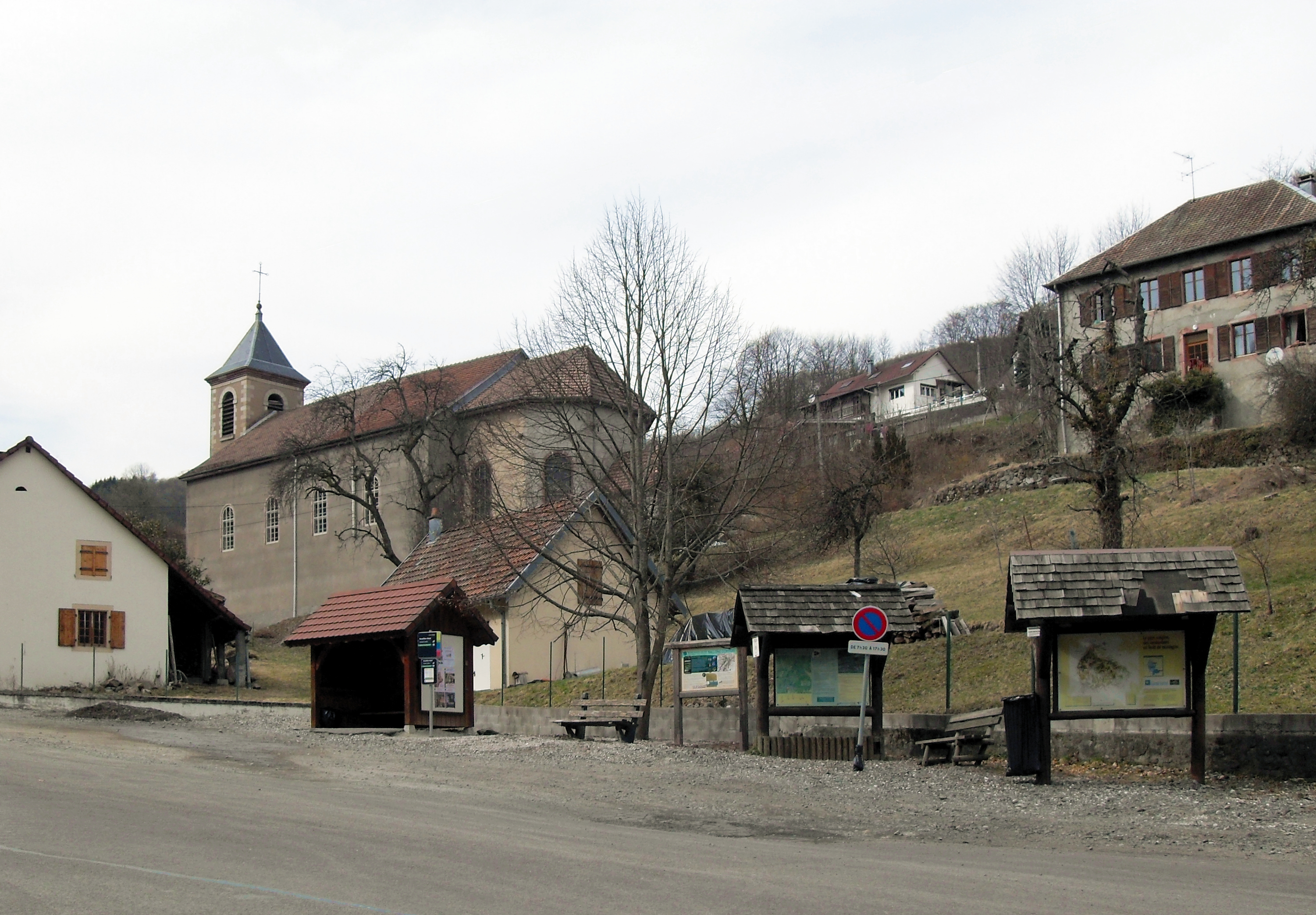
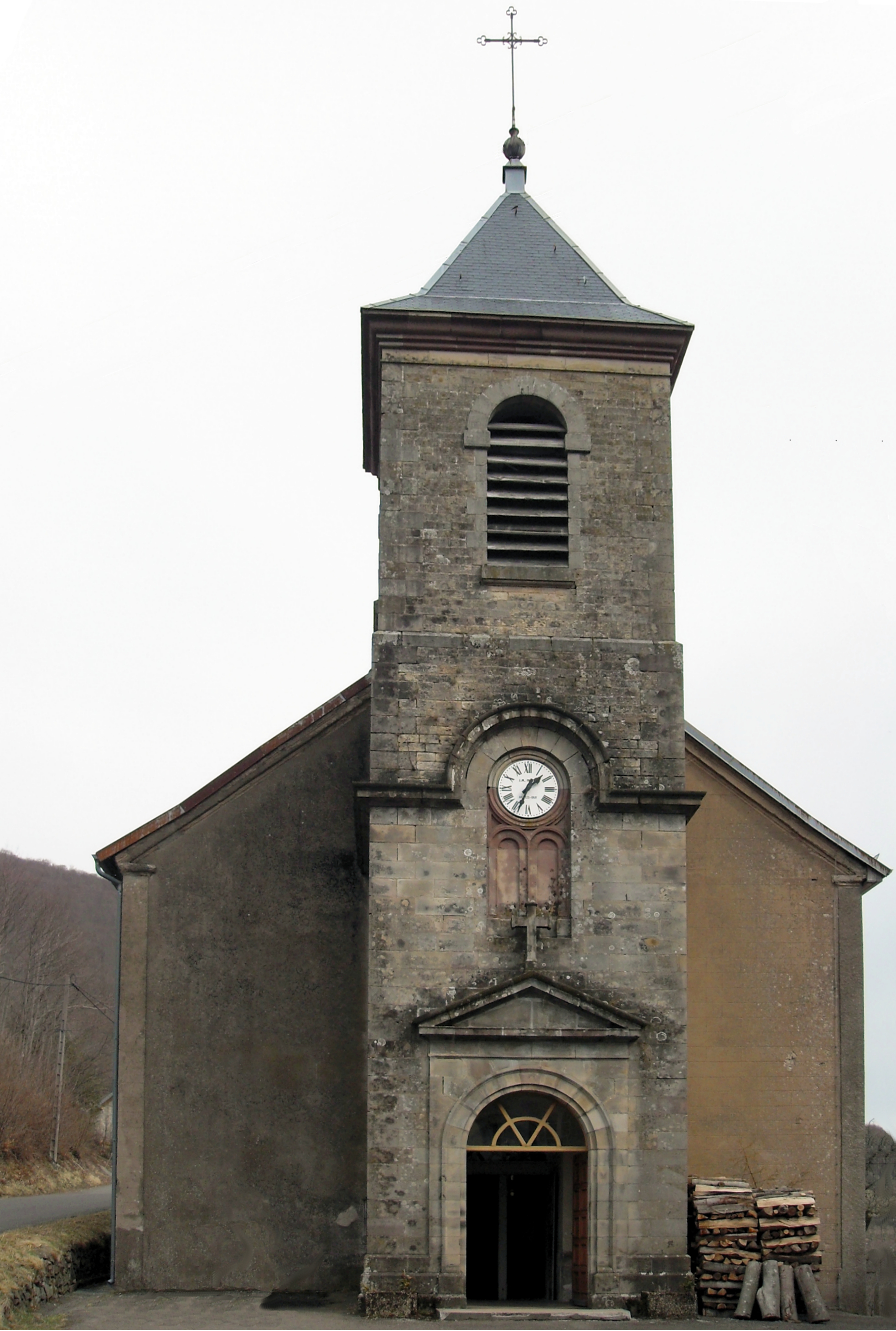
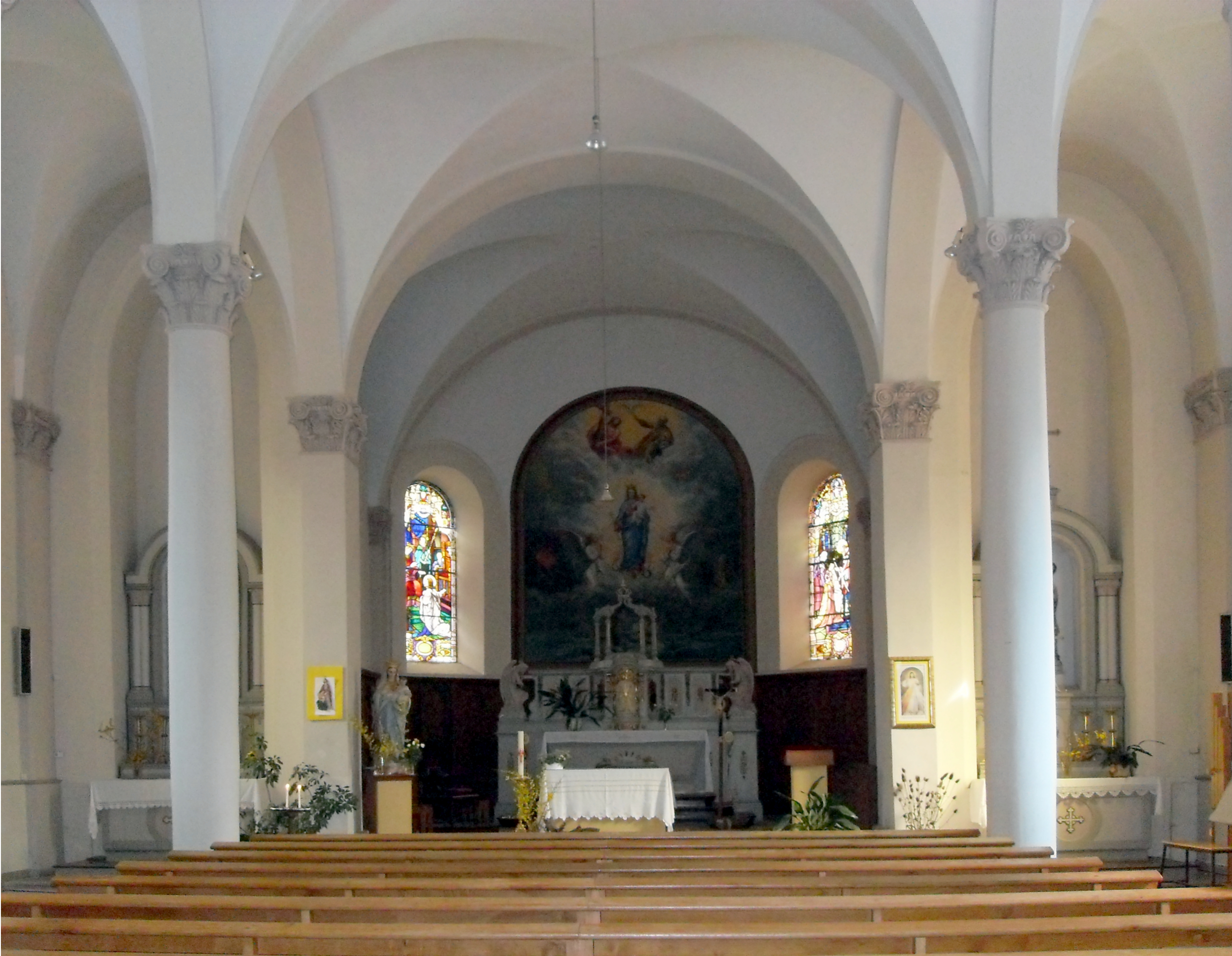

Südlich des Ortskerns befinden sich auf der 639 m hohen Bergkuppe Le Château die geringen Reste des Chateau d'Auxelles, einer mittelalterlichen Burganlage.

## Bevölkerung
| Jahr      | 1962 | 1968 | 1975 | 1982 | 1990 | 1999 | 2007 | 2020 |
| Einwohner | 301  | 256  | 228  | 220  | 252  | 305  | 305  | 284  |

Mit 287 Einwohnern (1. Januar 2022) gehört Auxelles-Haut zu den kleinen Gemeinden des Départements Territoire de Belfort. Nachdem die Einwohnerzahl in der ersten Hälfte des 20. Jahrhunderts markant abgenommen hatte (1891 wurden noch 1010 Personen gezählt), wurde seit Beginn der 1980er Jahre wieder ein leichtes Bevölkerungswachstum verzeichnet.

## Wirtschaft und Infrastruktur
Auxelles-Haut war schon früh ein vorwiegend durch Gewerbe (Mühlen, Webereien) geprägtes Dorf. Heute gibt es einige Betriebe des Klein- und Mittelgewerbes, unter anderem in der Feinmechanik. Mittlerweile hat sich das Dorf auch zu einer Wohngemeinde gewandelt. Viele Erwerbstätige sind deshalb Wegpendler, die in den größeren Ortschaften der Umgebung und in der Agglomeration Belfort ihrer Arbeit nachgehen.
Die Ortschaft liegt abseits der größeren Durchgangsachsen. Die Hauptzufahrt erfolgt von Auxelles-Bas; eine weitere Straßenverbindung besteht mit Giromagny. Der nächste Anschluss an die Autobahn A36 befindet sich in einer Entfernung von ungefähr 16 Kilometern.